# East Machias
La ville américaine d’East Machias est située dans le comté de Washington, dans l’État du Maine. Lors du recensement de 2010, sa population s’élevait à 1 368 habitants, estimée à 1 347 habitants en 2012.

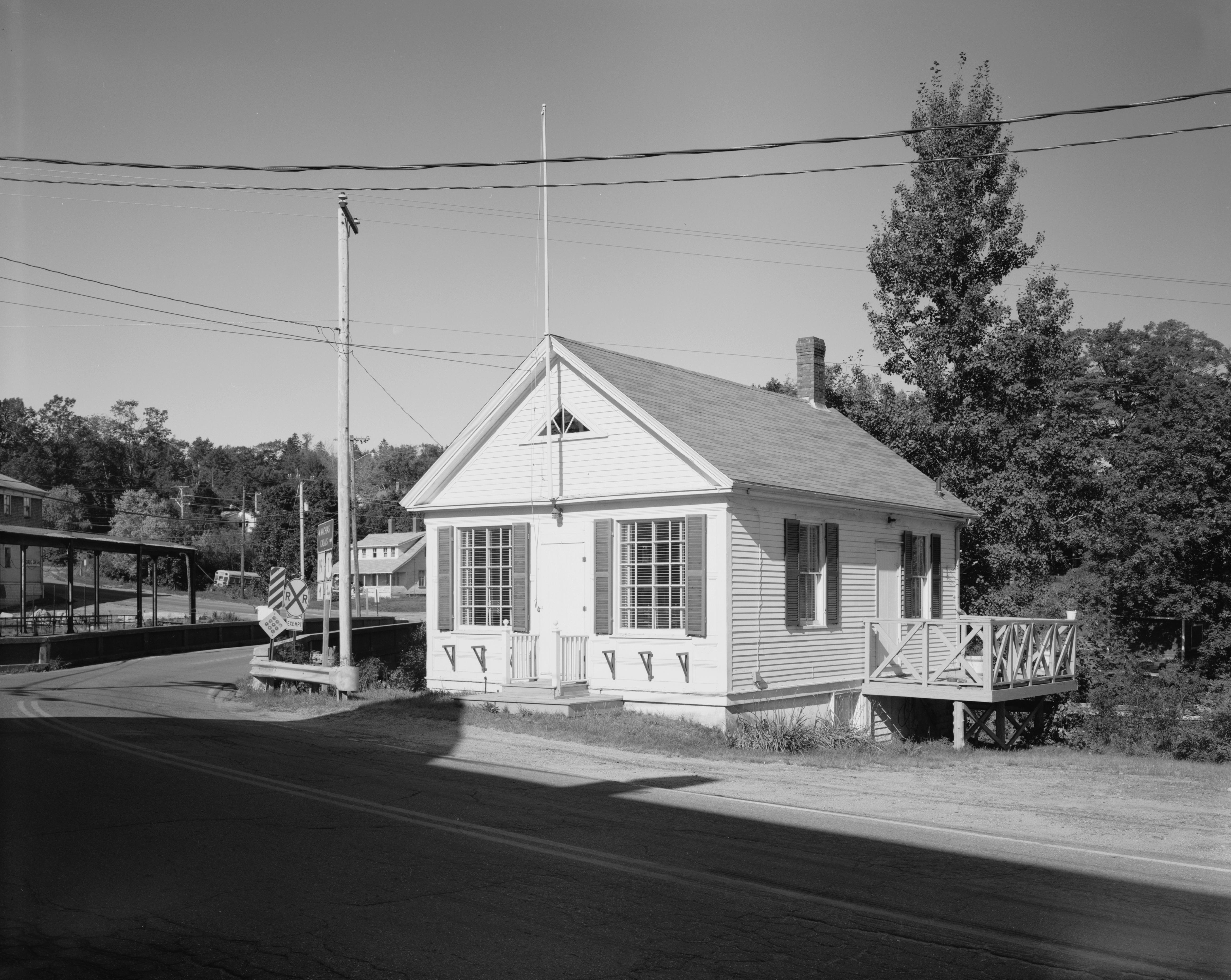
Photo historique du bureau de poste

## Source
- (en) Cet article est partiellement ou en totalité issu de l’article de Wikipédia en anglais intitulé « East Machias, Maine » (voir la liste des auteurs).